# Blanca del Rey
Blanca Ávila Molina, de nombre artístico Blanca del Rey, (Córdoba (España), 1946) es una bailaora y coreógrafa española.

## Biografía
Su vocación por el baile fue notoria desde muy pequeña. Con sólo seis años de edad ganó varios concursos de baile flamenco, lo que la llevó a actuar en el Gran Teatro de Córdoba con un gran éxito. A partir de ese momento inicia su carrera. A los doce años debuta como profesional en el tablao cordobés El Zoco. En sus comienzos como bailaora, en el ámbito del flamenco cordobés, era conocida como Blanquita Molina la Platera, sobrenombre que tomó de la calle donde vivía, la de la Plata.
A los 14 años marcha a Madrid, donde actúa en Cuevas de Nemesio y posteriormente en El Corral de la Morería, tablao donde han actuado la mayoría de los grandes del arte flamenco. En este lugar conocería al que un tiempo después sería su marido, Manuel del Rey, del que tomó su definitivo nombre artístico. Su boda conlleva la retirada por cierto periodo de tiempo del mundo del baile. En esos años se dedica a estudiar la evolución del flamenco, lo que le permite interiorizar la danza y sufre una transformación que revoluciona su idea del baile.
Pasados unos diez años, cuando sus dos hijos han crecido, comienza a realizar actuaciones esporádicas en El Corral de la Morería, y su vuelta definitiva. Presenta sus coreografías más evolucionadas en las que las raíces del flamenco se captan en toda su pureza en su  personalísima forma de interpretar las alegrías de Córdoba, la caña o su particular guajira. Pero lo que ha creado escuela en la historia del flamenco con su singular coreografía es la soleá del mantón.
Blanca del Rey ha paseado su arte por todo el mundo y ha sido homenajeada en innumerables lugares. Ha desarrollado espectáculos y actuado con artistas de la talla de Maya Plisetskaya, Pete Schauffuss, Silvia Guillén y Trinidad Sevillano. La escritora Rafaela Sánchez Cano la ha incluido en su obra Mujeres de Córdoba.
En 2019 recibe un homenaje en la Cata Flamenca de Montilla
En 2020 se le dedica el Premio de investigación en flamenco en Jerez de la Frontera